# Андронников, Серафим Алексеевич
Серафим Алексеевич Андронников (1 августа 1937, Воронеж — 20 апреля 2005, там же) — советский футболист, выступавший на позиции левого крайнего нападающего. Сыграл 31 матч и забил 13 голов в высшей лиге СССР. Мастер спорта СССР (1960).

## Биография
Воспитанник юношеской команды «Крылья Советов» (Воронеж). На взрослом уровне дебютировал в составе родной команды в 1956 году в турнире класса «Б». В 1960 году вместе с командой стал победителем класса «Б» и чемпионом РСФСР. Дебютный матч в классе «А» сыграл 8 апреля 1961 года против бакинского «Нефтяника», а первые голы на высшем уровне забил 2 мая 1961 года, отличившись дублем в ворота вильнюсского «Спартака», тем самым стал автором первого гола «Труда» в высшей лиге. 30 июля того же года в игре против ленинградского «Адмиралтейца» сделал хет-трик. Всего за сезон сыграл 31 матч и забил 13 голов в высшей лиге, стал лучшим бомбардиром команды в сезоне. В дальнейшем продолжал выступать за воронежскую команду в первой лиге. В 1963 году получил тяжёлую травму (перелом голени) в тренировочном матче в Мукачево и был вынужден завершить карьеру. Всего за карьеру в воронежском клубе забил 62 гола.
После окончания игровой карьеры работал в Воронеже детским тренером в группе подготовки «Факела» и в СДЮСШОР-15. Одним из его воспитанников был Николай Васильев.
Скончался 20 апреля 2005 года в Воронеже на 68-м году жизни, похоронен на Тавровском кладбище. В последние годы в Воронеже проводится турнир ветеранов футбола памяти Серафима Андронникова, а также детские турниры.